# Zal Yanovsky
Zalman 'Zal' Yanovsky (19 december 1944 – Kingston (Ontario), 13 december 2002) was een Amerikaanse folk- en popmuzikant, producent en gastronoom. Hij werd tijdens de jaren 1965 tot 1967 beroemd vanwege zijn deelname aan de Amerikaanse band The Lovin' Spoonful.

## Biografie
Geboren in Toronto, Canada, als zoon van de Joodse politieke cartoonist Avrom Yanovsky, verliet hij op 16-jarige leeftijd de universiteit en speelde volksmuziek in Canadese koffiehuizen. Korte tijd later werkte hij in een kibboets in Israël, die hij moest verlaten nadat hij met een tractor een gebouw was binnengereden. Daarna hield de autodidactische muzikant zich boven water met straatmuziek in Tel Aviv. Na terugkeer in Toronto ontmoette hij Denny Doherty, de toekomstige zanger van The Mamas and the Papas. Doherty nodigde hem uit om zich bij zijn folkbluesband The Halifax Three aan te sluiten. Met Doherty en Cass Elliot, een ander later lid van The Mamas and the Papas, richtte hij The Mugwumps op in 1964. De platen die door deze band werden opgenomen, werden pas vrijgegeven nadat hun leden bekend werden bij andere bands.
Tijdens zijn verblijf in het folkcircuit in Greenwich Village, New York, raakte hij bevriend met John Sebastian, met wie hij een voorkeur deelde voor verschillende soorten folk en blues. Geïnspireerd door het voorbeeld van The Beatles formeerden beiden samen met Steve Boone (bas) en Joe Butler (drums) van Long Island de band The Lovin' Spoonful, waarin ze traditionele muziek combineerden met rock-'n-roll. De naam gekregen van een nummer van Mississippi John Hurt. In 1965 tekenden ze een platencontract bij Kama Sutra Records en plaatsten zich met hun eerste single Do You Believe In Magic? in de top tien van de Amerikaanse hitlijsten. Met verdere successen zoals Daydream, Summer In The City en Darling Be Home Soon, behoorden ze tot de eerste bands die de dominantie van The Beatles en andere Britse muzikanten in de Verenigde Staten uitdaagden. In een tijd dat rock-lp's meestal uit één hit en voornamelijk uit fillers bestonden, brachten de Lovin' Spoonful albums uit met geïnspireerde, meestal zelf gecomponeerde nummers. In 1966 namen ze de soundtrack op voor de film What's Up, Tiger Lily? van Woody Allen en in 1967 op You're A Big Boy Now door Francis Ford Coppola.
Het goede humeur dat de band als handelsmerk had, werd verstoord toen Boone en Zanovsky werden gearresteerd wegens bezit van marihuana. Om te voorkomen dat hij uit de Verenigde Staten werd verbannen, verraadde Yanovsky zijn dealer, waarna The Lovin' Spoonful door de muzikale tegencultuur werd tegengewerkt. Hij verliet de band medio 1967 en werd vervangen door Jerry Yester van het Modern Folk Quartet.
Na zijn terugkeer in Canada nam hij Alive and Well op in Argentinië (en Loving Every Minute Of It), die in 1968 bij Buddah Records werd uitgebracht. Zowel de lp als de single As Long As You're Here, achteruit gespeeld met hetzelfde stuk en zonder zang als B-kant, behaalden minimale verkopen. In 1971 werd het album opnieuw uitgebracht bij Kama Sutra Records. Vanaf 1969 werkte Zanovsky samen met Jerry Yester als producent, bijvoorbeeld aan de albums Happy Sad van Tim Buckley (1969), de Fifth Avenue Band en Farewell Aldebaran van Jerry Yester en Judy Henske. Hij speelde met Kris Kristofferson en verscheen op de pseudo-Broadway-show National Lampoon's Lemmings in The Village Gate in New York met het nummer Nirvana Banana, een parodie op Donovan.
Begin jaren 1970 keerde hij de muziekwereld de rug toe en produceerde hij aanvankelijk tv-series voor onder meer de Canadese televisie, waaronder de avondreeks Magistrate’s Court. In 1975 verscheen hij samen met Mick Jagger en Alice Cooper in de tv-documentaire Rock-A-Bye. In 1980 speelde Yanovsky opnieuw met zijn Lovin' Spoonful-collega's bij verschillende gelegenheden, waaronder in de film One Trick Pony van Paul Simon. Hij verscheen ook meerdere keren onaangekondigd bij optredens van John Sebastian. In maart 1996 werd hij gekozen in de Canadian Music Hall of Fame. In 2000 ontmoetten de oorspronkelijke Lovin' Spoonful zich voor de laatste keer aangaande hun toelating tot de Rock and Roll Hall of Fame, waar ze een aantal van hun eerdere hits live speelden. Yanovsky vergezelde vervolgens Sebastian tijdens een rondreis door het Verenigd Koninkrijk.

## Privéleven en overlijden
Van 1961 tot 1968 was Zal gehuwd met actrice Jackie Burroughs.
Met zijn tweede vrouw Rose Richardson richtte hij in 1979 het chique restaurant Chez Piggy op, dat de ontmoetingsplaats werd voor nachtbrakers in Kingston, Ontario. Hij presenteerde zijn kookboek met dezelfde naam op de Canadese tv. In 1994 opende hij de bakkerij Pan Chancho.
Op 13 december 2002 overleed Zal Yanovsky op 58-jarige leeftijd op zijn boerderij door complicaties als gevolg van een hartaanval. Nadat zijn vrouw Rose Richardson in 2005 overleed, nam de dochter Zoe Yanovsky samen met de actrice Jackie Burroughs beide bedrijven over. Ze voltooide ook The Pan Chancho Cookbook, waar haar vader het laatst aan had gewerkt. Het werd in 2006 uitgebracht door Bookmakers Press. Voor zijn overlijden was Yanovsky betrokken bij de heruitgave van de eerste twee albums van Lovin' Spoonful op cd, die in 2002 bij Sony BMG werden uitgebracht.

## Discografie
The Mugwumps
- 1964: I Don't Wanna Know / I'll Remember Tonight (single)
- 1964: Searchin' / Here It Is Another Day (single, verschenen in 1967)
- 1964: The Mugwumbs (album, verschenen in 1967)

The Lovin' Spoonful
- 1965: Do You Believe in Magic? / On The Road Again (single)
- 1965: You Didn't Have to Be So Nice / My Gal (single)
- 1965: Do You Believe in Magic? (album)
- 1966: Daydream / Night Owl Blues (single)
- 1966: Did You Ever Have to Make Up Your Mind / Bald Headed Lena (single)
- 1966: Daydream (album)
- 1966: What's Up Tiger Lily (album)
- 1966: Summer in the City / Físhin' Blues (single)
- 1966: What's Shakin' (compilatiealbum)
- 1966: Rain on the Roof / Warm Baby (single)
- 1966: Nashville Cats / Full Measure (single)
- 1966: Hums of the Lovin' Spoonful (album)
- 1967: Darling Be Home Soon / Darlin Companion (single)
- 1967: You're a Big Boy Now (album)

Zal Yanovsky Solo
- 1967: As Long as You're Here / Ereh Er'uoy Sa Gnol Sa (single)
- 1967: Alive and Well in Argentina (album)

- Bibliothèque nationale de France: cb13815917k (data)
- Gemeinsame Normdatei: 1189841118
- International Standard Name Identifier: 0000 0001 1496 5645
- Library of Congress Control Number: no00002610
- MusicBrainz: dd2154ab-385c-4656-b21b-300fb95f6d03
- Virtual International Authority File: 104144757
- WorldCat: E39PBJr7YPQxVVDqJjkkPdmyBP